# Fibuloides elongata
Fibuloides elongata es una especie de polilla del género Fibuloides, tribu Enarmoniini, familia Tortricidae. Fue descrita científicamente por Zhang & Li en 2005.
Se distribuye por Asia: China, en la provincia de Yunnan.